# Исбелл, Фрэнк
Уильям Фрэнк Исбелл (англ. William Frank Isbell, 21 августа 1875, Делеван, Нью-Йорк — 15 июля 1941, Уичито, Канзас) — американский бейсболист, игрок первой и второй баз. Известен по выступлениям за «Чикаго Уайт Сокс», в составе которых он выиграл Мировую серию 1906 года.

## Биография
Уильям Фрэнк Исбелл родился 21 августа 1875 года в Делеване в штате Нью-Йорк. О его детстве информации практически нет. Известно, что в 1895 году он играл за полупрофессиональную команду в Миннеаполисе и учился в колледже Макалестер, а годом позже начал профессиональную карьеру в составе «Сент-Пол Сэйнтс». Владельцем этой команды, выступавшей в Западной лиге, был Чарльз Комиски.
В 1898 году Исбелл получил приглашение в «Чикаго Орфанс». Популярность среди болельщиков он приобрёл ещё до первого выхода на поле в её составе. Шестнадцатого апреля команда играла в Сент-Луисе, когда на трибунах вспыхнул пожар, перекинувшийся на близлежащие дома. Фрэнк, находившийся у входа на стадион, вошёл в один из домов и вынес из огня ребёнка. Его дебют в составе «Орфанс» состоялся 1 мая. В команде его использовали как игрока-универсала и стартового питчера. Показатель эффективности игры на бите Исбелла в 45 матчах составил 23,3 %, как питчер он играл с пропускаемостью 3,56 и одержал четыре победы при семи поражениях. В августе его обменяли обратно в «Сент-Пол».
Через два года Комиски перевёз свой клуб в Чикаго, где он вошёл в состав только что созданной Американской лиги. В течение трёх первых лет истории «Уайт Стокингс» Исбелл был основным игроком первой базы. В сезоне 1901 года он украл 52 базы и стал лидером лиги по этому показателю. В 1904 году место Фрэнка в стартовом составе было отдано Джиггсу Донахью. Тренеры пробовали его на разных позициях, в итоге поставив Исбелла на вторую базу.
Свой лучший в карьере сезон он провёл в 1905 году, установив личные рекорды по эффективности игры на бите (29,6 %) и занятию баз (33,5 %). После такого успешного выступления Фрэнк прочно занял место игрока второй базы в стартовом составе. При этом он по-прежнему рассматривался как универсал и при необходимости закрывал другие позиции на поле. В Главной лиге бейсбола Исбелл играл на всех трёх базах, кэтчером, шортстопом и питчером. При этом его карьерный показатель надёжности игры в защите составлял 97,4 %. В 1906 году, когда «Уайт Сокс» получили прозвище «Чудо без хитов», он был одним из лучших отбивающих команды, выбив 153 хита и 11 триплов, а также украв 37 баз. Команда вышла в Мировую серию, где их соперниками стали соседи из «Кабс». Первые четыре игры Фрэнк провалил, реализовав лишь один выход на биту из шестнадцати. Затем он реабилитировался, выбив четыре дабла в пятом матче серии и три хита в шестом. «Уайт Сокс» одержали победу со счётом 4:2, хотя не считались фаворитами.
Следующий сезон после победы в чемпионате сложился для Фрэнка неудачно. Его эффективность игры на бите упала до 24,3 %, а в конце августа он получил травму. Исбелл обратился к Комиски с просьбой освободить его от обязательств по контракту, но тот отказался. В результате первые два месяца сезона 1908 года Фрэнк провёл на своей ферме в Канзасе, только в июне вернувшись в состав «Уайт Сокс». До конца сезона он успел сыграть в 84 матчах с показателем отбивания 24,7 %. Последним в «Чикаго» для не стал чемпионат 1909 года. В январе 1910 года Исбелл покинул клуб и больше не играл в Главной лиге бейсбола.
После ухода из «Уайт Сокс» Фрэнк стал совладельцем и играющим тренером команды Западной лиги «Уичито Джобберс». С 1912 по 1917 год он работал в Де-Мойне, где занимал пост главного тренера команды, также принадлежавшей Чарльзу Комиски. Затем Исбелл снова вернулся в Уичито, где занял пост президента клуба «Уичито Уитчс». При нём команда выиграла чемпионат Западной лиги в сезоне 1921 года. Затем он работал скаутом, президентом клуба Топика Сенаторз, а в 1931 году был назначен президентом Западной лиги.
После ухода из бейсбола Исбелл работал в рекреационном департаменте Уичито, был управляющим заправочной станции. В 1940 году его избрали на пост комиссара округа Седжуик. Скончался Фрэнк Исбелл 15 июля 1941 года в результате сердечного приступа.